# Altium
Altium Limited est une multinationale australienne spécialisée dans les logiciels de conception assistée par ordinateur pour l’électronique aux ingénieurs qui conçoivent des circuits imprimés. Fondée sous le nom de Protel Systems Pty Ltd en Australie en 1985, la société a des sièges régionaux aux États-Unis, en Australie, en Chine, en Europe et au Japon. Ses produits sont conçus pour être utilisés dans un environnement Microsoft Windows et sont utilisés dans des secteurs tels que l'automobile, l'aérospatiale, la défense et les télécommunications. Son produit phare, Altium Designer, est un logiciel de conception électronique unifiée.

## Histoire

### Débuts
L'histoire d'Altium remonte à 1985 avec la fondation de Protel Systems Pty Ltd par Nicholas Martin, concepteur électronique. Il travaillait à l'Université de Tasmanie dans les années 1980. Il a vu une opportunité de rendre la conception de produits électroniques abordables, en mariant les techniques de conception électronique à la compatible PC. La société a lancé son premier produit en 1985, un outil de conception et de layout de circuits imprimés (PCB) basé sur DOS,. Protel PCB est commercialisé au niveau international par HST Technology Pty Ltd. depuis 1986.
En octobre 1986, la société ACCEL Technologies, Inc., basée à San Diego, a acquis les responsabilités de marketing et de support du programme PCB pour les États-Unis, le Canada et le Mexique sous le nom de Tango PCB. En 1987, Protel lance l'éditeur de schémas de circuits Protel Schematic pour DOS. Il est suivi par Autotrax et Easytrax en 1988.
Dans les années 1990, la société commence à développer un système de conception électronique unifié, qui utilise un modèle de données unique pour contenir toutes les données de conception nécessaires à la création d'un produit. Les processus de développement de FPGA, de PCB et de logiciels intégrés ont été unifiés avec une vue de projet et un modèle de données communs. Divers outils d'édition pouvaient alors être utilisés pour accéder à la conception et la manipuler, couvrant des domaines tels que l'implantation et la conception de cartes, la capture de schémas, le routage (EDA), les tests, l'analyse et la conception FPGA.
En 1991, Protel publie Advanced Schematic/PCB 1.0 pour Windows, le premier système de conception de circuits imprimés basé sur Windows. Protel commence également à acquérir diverses sociétés possédant les technologies nécessaires pour créer une solution de conception électronique unifiée, dont Accolade Design Automation en 1998.

### Entrée en bourse et changement de nom en Altium (1999—2010)
En août 1999, Altium entre en bourse à l'Australian Securities Exchange sous le symbole (ASX:ALU). La société continue de développer et publier de nouvelles versions de cet outil de conception, notamment Protel 98 en 1998, Protel 99 en 1999 et Protel 99 SE en 2000. En 2000, Altium fait l'acquisition d'ACCEL, avec qui elle avait établi un partenariat en 1986.
En 2001, la société a changé son nom de Protel Systems à Altium et a continué à se développer aux États-Unis, en Europe et en Asie. Elle a également procédé à d'autres acquisitions, notamment le développeur de logiciels embarqués Tasking en 2001 pour 73,4 millions de dollars australiens et le distributeur de logiciels EDA Hoschar AG en 2002.
Protel DXP est publié en 2003, Protel 2004 en 2004, Altium Designer 6.0 en 2005. En 2010, Altium acquiert Morfik Technology Pty Ltd. un développeur d'outils de conception visuelle pour l'ingénierie et le déploiement d'applications logicielles basées sur le cloud. Les fondateurs de Morfik travaillaient à l'origine pour Altium/Protel avant de partir fonder la société après l’entrée en bourse d'Altium,.

### Expansion et acquisitions (depuis 2011)
En 2011, Altium annonce étendre sa présence à Shanghai, en Chine, au cours du second semestre 2011, afin de profiter de salaires plus bas. Le 15 octobre 2012, le conseil d'administration d'Altium démet Nick Martin de ses fonctions de CEO et a nommé Kayvan Oboudiyat, vice-président exécutif, pour le remplacer. Le 16 janvier 2014, Altium annonce le départ à la retraite de Kayvan Oboudiyat et sa succession par Aram Mirkazemi au poste de CEO. En mai de la même année, Altium annonce que les principales opérations de R&D pour ses outils phares de CAO pour circuits imprimés seraient à nouveau délocalisées à San Diego, en Californie, dans le cadre d'un déménagement « sans incidence sur les coûts. »
En 2015, Altium acquiert Octopart, un moteur de recherche de pièces électroniques et industrielles,. La même année, la société acquiert l'entreprise de systèmes de gestion de composants électroniques basés sur le cloud Ciiva. Parmi les autres acquisitions de la société figurent le fournisseur de solutions d'intégration PLM d'entreprise Perception Software en 2016 et l'entreprise d'outils EDA basés sur le cloud Upverter en 2017,.
Le 7 juin 2021, il est révélé qu'Altium rejette une offre d'Autodesk valorisant la société à 5,05 milliards de dollars australiens.

## Produits
Altium développe des logiciels utilisés pour la conception de produits électroniques, notamment de circuits imprimés. Ses produits sont conçus pour être utilisés dans un environnement Microsoft Windows et sont utilisés dans des secteurs tels que l'automobile, l'aérospatiale, la défense et les télécommunications.

### Altium Designer
Altium Designer (AD) est un logiciel de conception assistée par ordinateur pour l’électronique et les circuits imprimés. Il permet aux ingénieurs de concevoir et de personnaliser leurs propres circuits imprimés. Altium Designer est considéré comme le logiciel phare de la société.

### Autotrax / Easytrax
Autotrax est le logiciel original de conception de PCB de Protel pour DOS, sorti dans les années 1980.

### CircuitMaker
CircuitMaker est un logiciel est un logiciel de conception assistée par ordinateur pour l’électronique et les circuits imprimés destiné à la communauté des amateurs, des hackers et des makers,. CircuitMaker est disponible en tant que gratuiciel, et le matériel conçu avec son aide peut être utilisé à des fins commerciales et non commerciales sans limitations. La première version non bêta a été publiée le 17 janvier 2016.

### Autres produits
- Altium 365 - Plateforme de conception de produits électroniques qui réunit la conception de circuits imprimés, la CAO, la gestion des données et le travail d'équipe[32],[33].
- Altium Concord Pro - Disponible dans le cadre des solutions d'entreprise Altium. Source unique de données sur les composants, informations sur l'approvisionnement en temps réel, traçabilité des composants dans les conceptions et outil de collaboration[34].
- Altium NEXUS - Disponible dans le cadre des solutions d'entreprise Altium. Solution de workflow PCB basée sur l'équipe, conçue pour fournir de la transparence[35].
- AltiumLive - Communauté basée sur le cloud qui relie les concepteurs, collaborateurs, fournisseurs, fabricants et clients d'Altium.
- Altium Vault - Logiciel serveur de gestion des données de conception, de réutilisation et de libération formelle.
- CircuitStudio - Outil logiciel de conception de PCB[36]
- NanoBoard - Plateforme de développement de matériel reconfigurable.
- P-CAD - Obtenu par l'acquisition d'AccelEDA, retiré en 2006.
- Analyseur PDN - Analyse les performances de tension et de courant du réseau de distribution électrique (PDN).
- TASKING - Un outil de développement de logiciels pour systèmes embarqués.